# Син полку (фільм, 1981)
«Син полку» — художній фільм 1981 року режисера Георгія Кузнєцова. Це другий фільм, знятий за однойменною повістю Валентина Катаєва. Першим був фільм «Син полку» 1946 року.

## Сюжет
Історія 12-річного хлопчика Вані Солнцева, якого в роки Великої Вітчизняної війни розвідники знайшли в лісі в тилу ворога, і який став сином артилерійського полку.

## У ролях
- Ігор Носов —  Ваня Солнцев, син полку
- Вадим Яковлєв — капітан Єнакієв
- Віктор Мірошниченко —  Біденко
- Віктор Павлов —  єфрейтор Горбунов
- Іван Краско —  Ковальов
- Микола Гусаров —  Матвєєв
- Віктор Шубін —  Єгоров
- Іван Криворучко —  Ахунбаев
- В. Штряков —  Соболєв
- Андрій Комаров —  козачок
- Людмила Крячун —  німкеня
- Семен Фарада —  перукар

## Знімальна група
- Режисер: Георгій Кузнєцов
- Сценарист: Олександр Демуров, Віктор Смоктій
- Оператор: Анатолій Лєсніков
- Художник: Юрій Істратов
- Композитор: Володимир Лебедєв